# IC 3985
IC 3985 — галактика типу C+C () у сузір'ї Волосся Вероніки.
Цей об'єкт міститься в оригінальній редакції індексного каталогу.